# Lobito
Lobito je angolské město ležící v Benguelské provincii. Nachází se na pobřeží Atlantského oceánu a je tak důležitým angolským přístavem. Město má přibližně 208 tisíc obyvatel.
Ve městě má sídlo ředitelství benguelské železnice. Je zde velká cementárna, několik hotelů využívaných zejména námořníky.
V letech 1980–1983 zde působila skupina mechaniků z podniku Zetor Brno která zaučovala místní techniky opravovat traktory.